# Lúpárhnúkar
Lúpárhnúkar är en bergstopp i republiken Island. Den ligger i regionen Norðurland vestra, 210 km nordost om huvudstaden Reykjavík. Toppen på Lúpárhnúkar är 1 171 meter över havet, eller 85 meter över den omgivande terrängen. Bredden vid basen är 2,4 km.
Trakten runt Lúpárhnúkar är nära nog obefolkad, med mindre än två invånare per kvadratkilometer. Det finns inga samhällen i närheten. Trakten runt Lúpárhnúkar består i huvudsak av gräsmarker.